# Ga Vacharaphol MRT

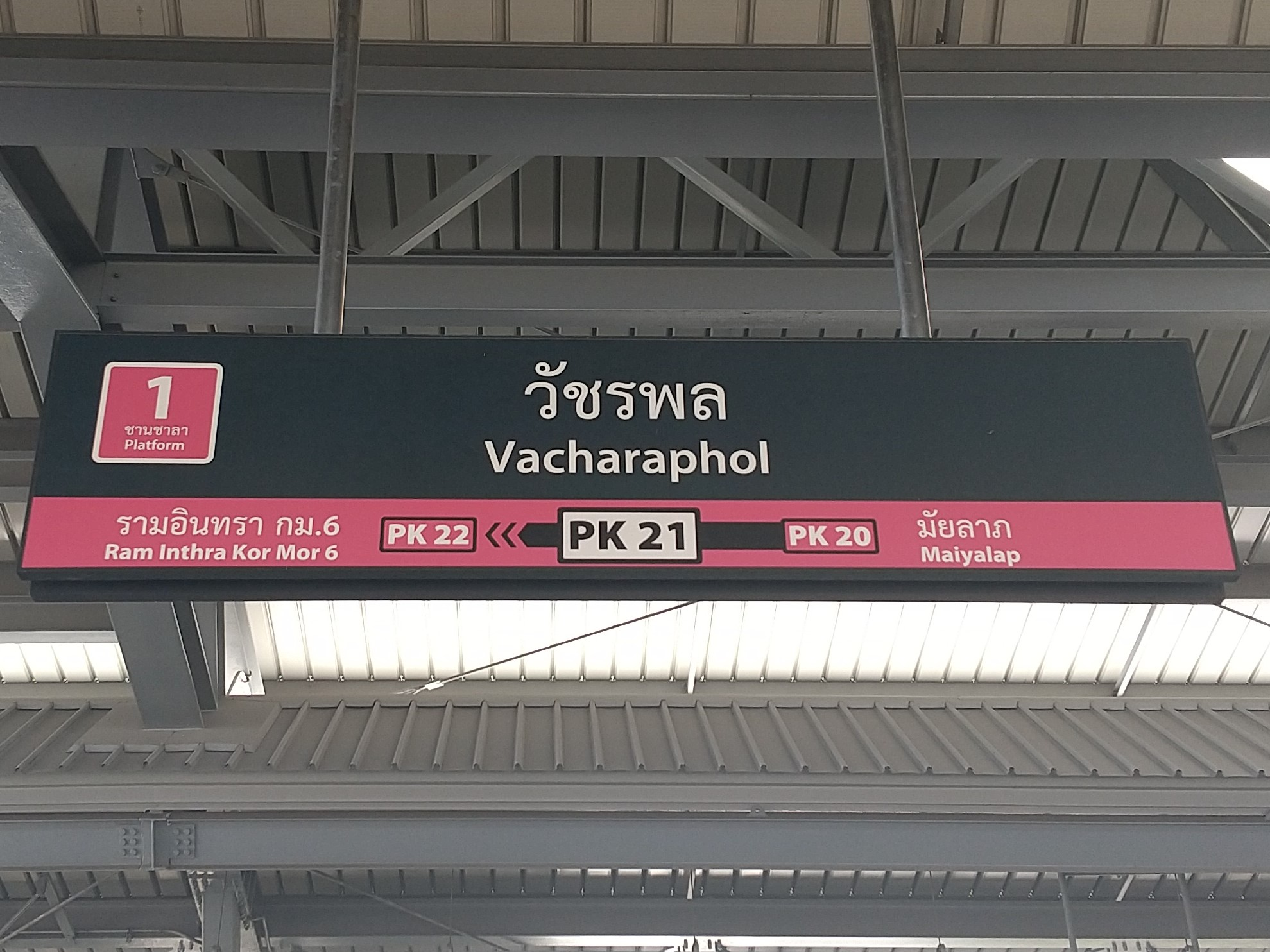
Bảng hiệu

Ga Vacharaphol (tiếng Thái: สถานีวัชรพล) là một ga Bangkok MRT trên Tuyến Hồng. Nhà ga nằm trên Đường Ram Inthra, gần nút giao của đường Ram Inthra với Đường cao tốc Chalong Rat ở Bang Khen, Bangkok. Nhà ga có bốn lối thoát. Nhà ga mở cửa ngày 21 tháng 11 năm 2023 như một phần chạy thử nghiệm trên toàn tuyến Hồng. Nhà ga sẽ kết nối với MRT Tuyến Xám trong tương lai.